# Nicolas Appert
Nicolas Appert, francoski kuhar in slaščičar, * 17. november 1749, Châlons-en-Champagne, Francija, † 1. junij 1841, Massy.
Znan je kot izumitelj metode za konzerviranje živil v neprodušno zaprtih posodah - konzervah. Živila je vstavil v steklene kozarce, zaprte z zamaškom in okrepljene z žico ter zatesnjene z voskom, nakar jih je skuhal in steriliziral v kropu. Za iznajdbo je dobil nagrado Francoskega direktorija v višini 12.000 takratnih frankov, ki jo je porabil za zagon prve tovarne konzerv. Njegovi izdelki so bili kmalu v uporabi v francoski mornarici ter med Napoleonovimi četami, hitro so se razširili tudi po Združenih državah Amerike, kljub temu, da je v tem času Bryan Donkin predstavil svojo metodo konzervacije v priročnejših pločevinkah. Leta 1822 je tudi Appert prešel na kovinske posode. Poleg tega je razvijal še druge tehnološke postopke obdelave hrane, med drugim je izpopolnil avtoklav.
Kljub uspehu ni bil deležen širšega javnega priznanja in je umrl v revščini.